# Paracles bogotensis
Paracles bogotensis là một loài bướm đêm thuộc phân họ Arctiinae, họ Erebidae.